# Jogos Centro-Asiáticos
Os Jogos Centro-Asiáticos são um evento multiesportivo de pequeno porte realizado, desde 1995, entre países asiáticos da antiga União Soviética a cada dois anos, exceto em 2001, até 2005. Em seu cronograma estão esportes locais e olímpicos.

## Países participantes

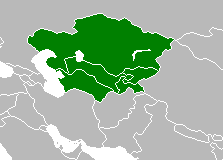
Países participantes.

Cinco países, membros federados pelo Conselho Asiático ou não, participam dos Jogos Centro-Asiáticos a cada edição. A exceção foi a presença da Taipé Chinesa, que disputou a edição de 1999, na cidade de Bisqueque:
- Cazaquistão
- Quirguistão
- Tajiquistão
- Taipé Chinesa (1999)
- Turquemenistão
- Uzbequistão

## Edições
| Ano             | Cidade-sede               | Países |
| --------------- | ------------------------- | ------ |
| 1995 (detalhes) | UZB Uzbequistão Tashkent  | 5      |
| 1997 (detalhes) | KAZ Cazaquistão Almaty    | 5      |
| 1999 (detalhes) | KGZ Quirguistão Bisqueque | 6      |
| 2003 (detalhes) | TJK Tajiquistão Duchambe  | 5      |
| 2005 (detalhes) | UZB Uzbequistão           | 5      |